# Lamponella homevale
Lamponella homevale är en spindelart som beskrevs av Norman I. Platnick 2000. Lamponella homevale ingår i släktet Lamponella och familjen Lamponidae.
Artens utbredningsområde är Queensland. Inga underarter finns listade i Catalogue of Life.